# Dalarnarapsodie (Alfvén)
Dalarnarapsodie (Zweedse rapsodie nr. 3) is een compositie van Hugo Alfvén.
Alfvén schreef drie rapsodieën waarvan Midzomerwacht (de eerste) verreweg het bekendst is, zij is optimistisch van klank. De Dalarnarapsodie is wat droeviger en is gebaseerd op de donkere bossen rondom het Siljanmeer. Alfvén zag een eenzaam herdersmeisje voor zich in haar eenzaamheid, dromen en verlangens. De muziek klinkt daarbij soms gelijkend op volksmuziek. Het werk over de uitgestrekte bossen kreeg echter haar eerste uitvoering in Stockholm, Alfvén leidde het Konserthusets Orkester (voorloper van het Koninklijk Filharmonisch Orkest van Stockholm) op 27 april 1932. Alfvén vond dit werk beter, hij was verknocht aan Dalarna.    
Alfvén schreef het voor:
- 3 dwarsfluiten, 3 hobo’s, 3 klarinetten, 3 fagotten, 1 sopraansaxofoon
- 4 hoorns, 3 trompetten, 3 trombones, 1 tuba
- pauken,  1 man/vrouw percussie, 1 harpen
- violen, altviolen, celli, contrabassen

## Discografie
- Uitgave Swedish Society: Stig Westerberg met het Koninklijk Filharmonisch Orkest van Stockholm, opname 1957
- Uitgave BIS Records: Neeme Järvi met hetzelfde orkest
- Uitgave Naxos: Niklas Willén met het Koninklijk Schots Nationaal Orkest